# Eupelte minuta
Eupelte minuta is een eenoogkreeftjessoort uit de familie van de Peltidiidae. De wetenschappelijke naam van de soort is voor het eerst geldig gepubliceerd in 1971 door Ramirez.